# Orientación (deporte)

Pictograma de orientación

Símbolo internacional de orientación. Se usa para señalar los puntos de control en las carreras de orientación.

La orientación es un conjunto de deportes en los que se necesita desplazarse de un punto a otro con ayuda de un mapa y una brújula en terreno diverso y generalmente desconocido mientras se avanza a gran velocidad. Los participantes reciben un mapa topográfico, normalmente confeccionado específicamente para este deporte, que utilizan para encontrar puntos de control en un orden preestablecido. Originalmente, la orientación era un ejercicio de entrenamiento militar para aprender a manejarse en el terreno, pero hoy cuenta con diversas modalidades. La más antigua y practicada es la orientación a pie, aunque también existen otras como la Orientación en bicicleta, la Orientación de precisión, la orientación de canoa y el Esquí orientación, y casi cualquier otro deporte que implique una carrera contrarreloj y requiera la navegación con un mapa.
Los recorridos están compuestos por una salida, una llegada y los controles. Estos tres elementos del recorrido se encuentran en el terreno de forma visible. Los controles son cada uno de los lugares por donde los participantes deben pasar, y están indicados en el mapa de cada participante, así como la salida y la meta. La ubicación de los controles es desconocida para el participante al inicio de la carrera. Generalmente, existen diferentes recorridos en un mismo evento dependiendo de la edad, el sexo y el nivel técnico de dificultad. Además de esto, cada participante puede elegir su propia ruta para ir entre cada uno de los controles utilizando diferentes métodos de navegación, de manera que la orientación requiere un alto rendimiento mental, así como una buena forma física. Debido a que la mayoría de las modalidades de orientación se desarrollan en zonas naturales, el impacto ecológico de las competiciones también es objeto de debate.
La orientación se desarrolló a finales del siglo XIX en Escandinavia, donde desde entonces se ha convertido en un deporte muy popular. Hoy en día, la orientación se practica en todo el mundo. El deporte internacional de orientación está organizado en la Federación Internacional de Orientación (IOF), que a noviembre de 2023 cuenta con 78 países miembros. La orientación es uno de los deportes reconocidos por el Comité Olímpico Internacional (COI), pero aún no se ha celebrado en los Juegos Olímpicos.  La orientación está incluida en los programas de varios eventos deportivos mundiales, incluyendo los Juegos Mundialesy los Juegos Mundiales de Policías y Bomberos.

## Historia
La historia de la orientación comienza en Suecia en el siglo XIX. La primera vez que se utilizó el término «orientación» (orientering en sueco) fue en 1886 en la Academia Militar de Karlberg, en Estocolmo, y ya entonces se refería a recorrer un terreno desconocido con la ayuda de un mapa y una brújula. A partir de ahí, la orientación evolucionó desde la pura instrucción militar hacia un deporte competitivo para oficiales militares y más tarde para civiles. La primera competición civil de orientación abierta al público se celebró en Noruega en 1897, cuando Noruega era todavía parte de la unión sueca. El recorrido fue de 19,5 km, en los que solo había tres controles. Peder Fossum ganó el evento en un tiempo de una hora, cuarenta y siete minutos y siete segundos.
Desde los comienzos, se han utilizado criterios de belleza, ya sea natural o artificial, para seleccionar las localizaciones para las carreras de orientación. En la primera competición pública de orientación de Suecia, en 1901, los puntos de control incluían dos iglesias históricas, la iglesia de Spånga y la iglesia de Bromma (una iglesia redonda).
Con la invención de las brújulas baratas y fiables, este deporte ganó popularidad en los años 1930. En 1934, más de doscientos cincuenta mil suecos participaban ya en la orientación y el deporte se había extendido por Finlandia, Suiza, la Unión Soviética y Hungría. Tras la Segunda Guerra Mundial, la orientación se extendió por toda Europa, Asia, Norteamérica y Oceanía. En 1959 se celebró una conferencia internacional de orientación en Suecia en la que participaron representantes de doce países (Alemania Oriental y Occidental, Austria, Bulgaria, Checoslovaquia, Dinamarca, Finlandia, Hungría, Noruega, Suecia, Suiza y Yugoslavia). En 1961, varias organizaciones de orientación de diez países europeos fundaron la Federación Internacional de Orientación (IOF). Desde entonces, la IOF ha apoyado la fundación de muchas federaciones nacionales de orientación. En 2021 existían setenta y cinco federaciones de nacionales orientación como miembros de la Federación Internacional de Orientación. Estas federaciones permitieron el desarrollo de los campeonatos nacionales y mundiales. Hasta 2003 se celebraba un campeonato mundial cada dos años y desde entonces se celebra anualmente.
Durante todo este tiempo, la orientación ha sido tremendamente popular en Escandinavia. Los dos eventos recurrentes de orientación más antiguos, los Relevos de Jukola y la Tiomila, se han celebrado en Finlandia y Suecia, respectivamente, desde los años 1940. El O-Ringen, que se celebra anualmente en Suecia desde 1965, es el evento de orientación más masivo y atrae a unos quince mil competidores.

## Elementos de la orientación

### Mapa

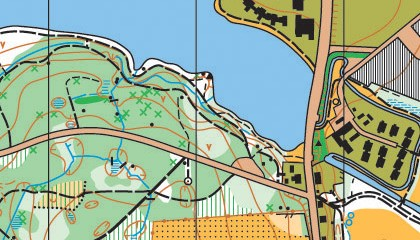
Ejemplo de mapa para la práctica de la orientación (Horsens, Dinamarca)

El mapa del deporte de orientación es de uso específico para este deporte. Este tipo de mapas están basados en los mapas cartográficos y son de los más precisos que se realizan en la naturaleza ya que las escalas oficiales de competición para las pruebas a pie van desde 1:4.000 (para los mapas con más detalles) hasta 1:15.000 (en las pruebas de larga distancia). Los elementos más importantes de los mapas de orientación son los que representan el relieve, como pueden ser las curvas de nivel. Son mapas que incluyen características muy al detalle de todos sus elementos. Incluye también elementos como los caminos, las zonas de bosque, las diferentes densidades de vegetación, los límites y claros del bosque, las rocas, los objetos creados por el ser humano, etc. La equidistancía de los mapas es normalmente de 5 m, pero 2,5 m es común en mapas para competiciones muy cortas.
Todos los mapas de orientación se rigen por una normativa estándar internacional consensuada por la IOF (Federación Internacional de Orientación). La normativa estándar en la que se basan los mapas de orientación a pie está basada en varias normas cartográficas en la actualidad (2021).
En una misma competición existen diferentes recorridos en los que varían el orden y la cantidad de los controles, y en consecuencia se obtienen diferentes distancias, desniveles y niveles técnicos. Cada recorrido es representado en el mapa y debe hacerse en el orden marcado en el mismo debiendo completarlo en su totalidad. A cada recorrido se le asocian diferentes categorías acordes al estado físico y técnico habitual de los participantes de dichas categorías.

### Brújula
La brújula ayuda en este deporte ya que facilita la orientación del mapa y ayuda a realizar rutas más precisas. Aunque sirve cualquier tipo de brújula, en este deporte es habitual en competición usar las brújulas planas transparentes con limbo móvil y brújulas de dedo. Todas se basan en la propiedad del magnetismo terrestre y sirven para orientarse en función del Norte magnético y trazar rumbos. En su interior contienen una aguja magnética dentro de una cápsula llena de un líquido estabilizador, un líquido normalmente transparente, el cual hace que la aguja se detenga rápidamente en vez de oscilar repetidamente alrededor del norte magnético. Aunque la brújula ayuda en la orientación es solo un elemento auxiliar y no es obligatorio. Si que se suele usar habitualmente en las competiciónes salvo contadas excepciones.

### Controles

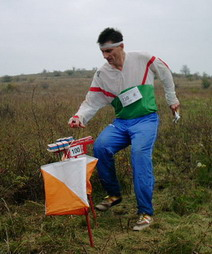
Corredor pasando por un punto de control

Se denominan controles a aquellos puntos representados en el mapa con un círculo de color púrpura por el que deben pasar los participantes. En el terreno se representa mediante un prisma triangular con las tres caras laterales de colores naranja y blanco y situados de forma visible en el terreno. En la competición cada control debe incluir un método oficial para comprobar que realmente el participante ha pasado por ese punto de control. El método más antiguo, expandido y usado es el de los marcadores o "pinzas perforadoras". Dicho elemento deja una forma concreta de orificios en el papel consiguiendo así una marca única en cada cuadrado de la tarjeta asignado para cada control. Más tarde la organización recoge las tarjetas y comprueba que cada participante ha pasado por ese punto de control en concreto al mostrar su tarjeta cada uno de los códigos asignados a cada control. 
Los estados finales de los corredores pueden ser cuatro: no sale, sale pero no finaliza, finaliza (con error en el recorrido) y finaliza (sin error el recorrido).

#### Sistema electrónico de control de paso
El más extendido actualmente en España y en otros países es el  sistema electrónico. Este sistema electrónico de control oficial consiste básicamente  en dos elementos: uno portado por el corredor (chip), que contendrá un número que identifica al participante y lo tiene asignado de forma única solo un participante en la competición. El otro elemento lo podemos encontrar en cada punto de control (estación o base de control). Al terminar la competición (incluso si no completamos la carrera y no cruzamos la meta) debemos de descargar la información de nuestro chip en el ordenador o computadora de meta. Este ordenador dispone de un sistema de tiempos de competición con una base de datos de todos los corredores y su estado en la carrera.

## Modalidades

### Orientación a pie o carrera a pie (A-PIE)
Esta es la modalidad más antigua y más practicada en este deporte. Principalmente consiste en realizar la carrera pasando por los puntos representados en el mapa en el menor tiempo posible pero la diferencia es que solo puede realizarse a pie.
Hay dos tipos: en  línea (visitar todos los controles por orden) y score (visitar los controles en orden libre, hay controles optativos, y tienen diferente puntuación).

### Tipos de competición oficial

#### Media distancia
Las pruebas de media distancia son pruebas en las cuales el objetivo de cada recorrido es la dificultad técnica dejando en segundo lugar el estado físico de cada competidor (esto no ocurre en las categorías más importantes debido a la cualificación de los corredores). Esto se consigue reduciendo la distancia entre los controles y forzando al corredor a leer de manera más precisa el mapa. El tiempo habitual de cada corredor en estos recorridos suelen variar entre la media hora y la hora. Estos términos, como otros, vienen recogidos en la normativa de orientación a pie de la Federación Española de Orientación (FEDO).

#### Larga distancia
Las pruebas de larga distancia son pruebas en las cuales el objetivo de cada recorrido es el estado físico de cada competidor frente a la dificultad técnica. Esto se consigue aumentando la distancia entre los controles pudiendo el corredor leer menos el mapa. El tiempo habitual de cada corredor en estos recorridos suelen variar entre la hora y la hora y media. Estos términos, como otros, vienen recogidos en la normativa de orientación a pie de la Federación Española de Orientación (FEDO).

#### Sprint
Estas pruebas suelen realizarse habitualmente en entornos urbanos consiguiendo una velocidad de carrera muy elevada. Las competiciones de Sprint suelen ser pruebas de muy corto recorrido, consiguiendo que lo importante sea la velocidad explosiva frente a la resistencia. Para estas pruebas se debe utilizar una normativa específica para realizar los mapas de forma que todos sus símbolos del mapa pueden ser vistos a mayor velocidad. En los últimos años, este tipo de pruebas han ganado importancia para atraer a nuevos participantes por su espectacularidad.

#### Relevos
Estas pruebas son menos frecuentes debido a la complejidad de su organización. Son pruebas por equipos mayores o menores. Habitualmente los equipos suelen ser de tres o más corredores, y habitualmente del mismo sexo y la misma categoría.
| Relevo          | País      | Relevistas por equipo |
| --------------- | --------- | --------------------- |
| 10-mila         | Suecia    | 10                    |
| 25-manna        | Suecia    | 25                    |
| Jukolan viesti  | Finlandia | 8                     |
| Venlojen viesti | Finlandia | 4                     |
| Halikko-viesti  | Finlandia | 15                    |
| NightHawk       | Noruega   | 20                    |

| Relevo  | Competición          | Relevistas por equipo |
| ------- | -------------------- | --------------------- |
| Clásico | Campeonato de España | 3                     |
| Mixto   | Campeonato de España | 4 (2 de cada sexo)    |

#### Score
En este tipo de pruebas el corredor tiene marcado en el mapa unos ciertos controles los cuales podrá realizar en el orden que considere oportuno. Suelen tener un tiempo límite penalizándose a los corredores que superen ese tiempo. Estas pruebas no suelen realizarse en ámbito nacional y pueden ser tanto de la modalidad a pie como en bicicleta de montaña.

### Orientación en bicicleta (MTB-O)
Esta modalidad consiste en realizar la carrera pasando por los puntos representados en el mapa en el menor tiempo posible desplazándose sobre la bicicleta aunque puedes bajarte de ella y empujarla si fuera necesario, pudiendo transitar solo por las zonas marcadas como autorizadas, normalmente caminos, sendas, trialeras, etc. Actualmente existe una liga española de esta modalidad.

### Orientación sobre esquí (O-ESQUÍ)
Consiste en practicar orientación sobre la nieve haciendo esquí de fondo. Esta modalidad es objetiva y se basa en el tiempo de manera que el más rápido gana. Desarrolla la capacidad matemática y espacial, la memoria a corto plazo y otras capacidades mentales además de las habilidades físicas de un esquiador. Los atletas tienen que leer el mapa y hacer decisiones sobre las rutas mientras esquían a toda velocidad. 
No hay competición oficial en España de esta modalidad.

### Orientación precisa (O-PRECISIÓN)
En esta modalidad, se realiza un recorrido marcado por los organizadores sobre el terreno en el cual los participantes se encontrarán diferentes puntos de observación en los que deberán elegir cuál de los controles sobre el terreno es el que corresponde al de su mapa, pudiendo no existir ningún control correcto. La clasificación de estas pruebas se realizará dependiendo del número de correctos acertados por el participante y, a igualdad de puntos, ganará el que haya tardado menos tiempo en realizar el recorrido o el que resuelva en menos tiempo unas pruebas cronometradas de desempate.
La orientación de precisión, internacionalmente conocida como Trail-O, es una de las disciplinas de este deporte que cuenta con importantes ligas en los países pioneros que practican orientación. Actualmente en España, se está empezando a potenciar su práctica.
Esta modalidad ofrece la oportunidad de participar en igualdad de condiciones independientemente de su sexo, edad y de su capacidad motriz o movilidad física.
Pueden existir dos tipos de categorías, que si establezcan diferencias a la hora de la capacidad o discapacidad física:
- Paralímpica (solo puede competir personas con discapacidad permanente)

- Abierta (puede competir cualquiera)

Normalmente esta disciplina se suele practicar en áreas que no sean muy extensas, como por ejemplo el parque urbano de una ciudad. Se practica en tramos por donde el camino debe ser llano y limpio, para así permitir la competición a cualquier participante. Su objetivo es poder representar el mapa en cada punto de observación, y tener precisión a la hora de escoger cuál es la baliza correcta, lo cual suele ser complejo para dar la mayor dificultad posible.
En la competición, una vez comenzada, los participantes no pueden salir del camino trazado, siendo descalificados si lo hacen. En el mapa están señalados (con círculos) los puntos de observación desde donde se pueden localizar las distintas balizas (nombradas de A a E normalmente, de izquierda a derecha), de las cuales deberás elegir una de ellas como correcta, o en el caso de que ninguna de las balizas que hay puestas sea correcta, se debe indicar como Z, en la hoja de control que lleva cada participante. Suele haber un punto que sea cronometrado, en el que el participante debe elegir las balizas correctas o incorrectas lo más rápido posible (esta prueba se suele utilizar para desempatar en caso de balizas acertadas durante todo el recorrido).

## Raid de aventura

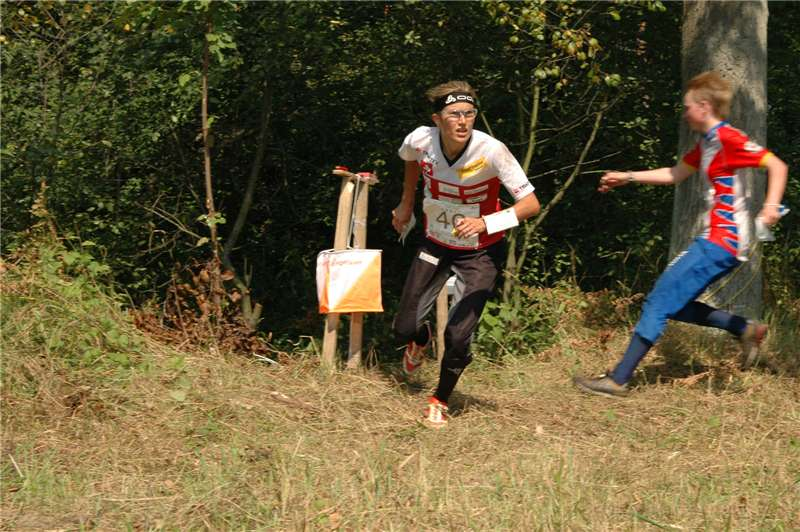
Campeonato del mundo de Orientación 2017

El raid de aventura es una competición multidisciplinar destinada a probar la capacidad de resistencia, de navegación y de supervivencia de equipos en completa autonomía.
Los participantes deben completar un extenso recorrido de orientación, en el menor tiempo posible, superando las dificultades naturales que encuentren a su paso, utilizando exclusivamente sus propias fuerzas, sin recibir ayuda externa, ni valerse de medios motorizados (a pie, canoa, esquís… cascos, cuerdas, guantes, bastones…).
El recorrido ha de ser desconocido de antemano y se organiza en etapas, secciones, pruebas especiales y puntos de control intermedios, de paso obligado o voluntario. El itinerario entre controles es libre y no estará señalizado en el terreno.

### Principales rasgos de un raid de aventura
- Multidisciplinar: a lo largo de la prueba se suceden varias disciplinas deportivas relacionadas con el medio natural, vistas desde filosofía de la aventura (grandes sensaciones-pequeñas dificultades técnicas), sin estar estandarizado el tipo, la cantidad o el orden en que ello pueda hacerse.

- Por equipos: la participación es por equipos, estando obligados sus componentes, por cuestiones de seguridad, a competir juntos en todo momento.

- De resistencia: son pruebas de larga duración, en condiciones extremas, al objeto de poner a prueba tanto la capacidad de resistencia física como psicológica de los participantes.

- De navegación: el recorrido no está señalizado y es secreto hasta la salida, lo que supone la necesidad de obtener la información del itinerario por fuentes no habituales, como el mapa.

- De supervivencia: los equipos son autosuficientes durante el recorrido, pudiendo llegar a estar varios días sin recibir ayuda externa; avanzando de día y de noche, vivaqueando a la intemperie y luchando contra los elementos. La estrategia logística tiene gran relevancia.

- Recorrido de orientación: el recorrido es desconocido de antemano, y se estructura sobre la base de una sucesión de controles de paso obligado o voluntario, entre la salida y la meta, siendo la elección del itinerario entre ellos libre.

- Uso de mapas: la principal fuente de información sobre el recorrido son los mapas, lo que exige la puesta en acción de habilidades de orientación para su máximo aprovechamiento.

- Dificultades naturales: la propia orografía, la vegetación y los obstáculos naturales son los que marcan los verdaderos atractivos y dificultades de la prueba. Se aprovechan en su estado natural para plantear sobre ellos las distintas disciplinas, secciones y pruebas especiales, siempre de forma respetuosa y compatible con el medio.

- Elementos no motorizados: generalmente sólo se permite la utilización de medios deportivos no motorizados, de locomoción y de seguridad, para el desplazamiento por el terreno y para superar las dificultades y pruebas especiales de la prueba.

- Contra el reloj: los resultados de las secciones y pruebas especiales se expresan en tiempo. El equipo que menos tiempo invierta en completar todo el recorrido será el ganador.[13]